# 강한 달러 정책

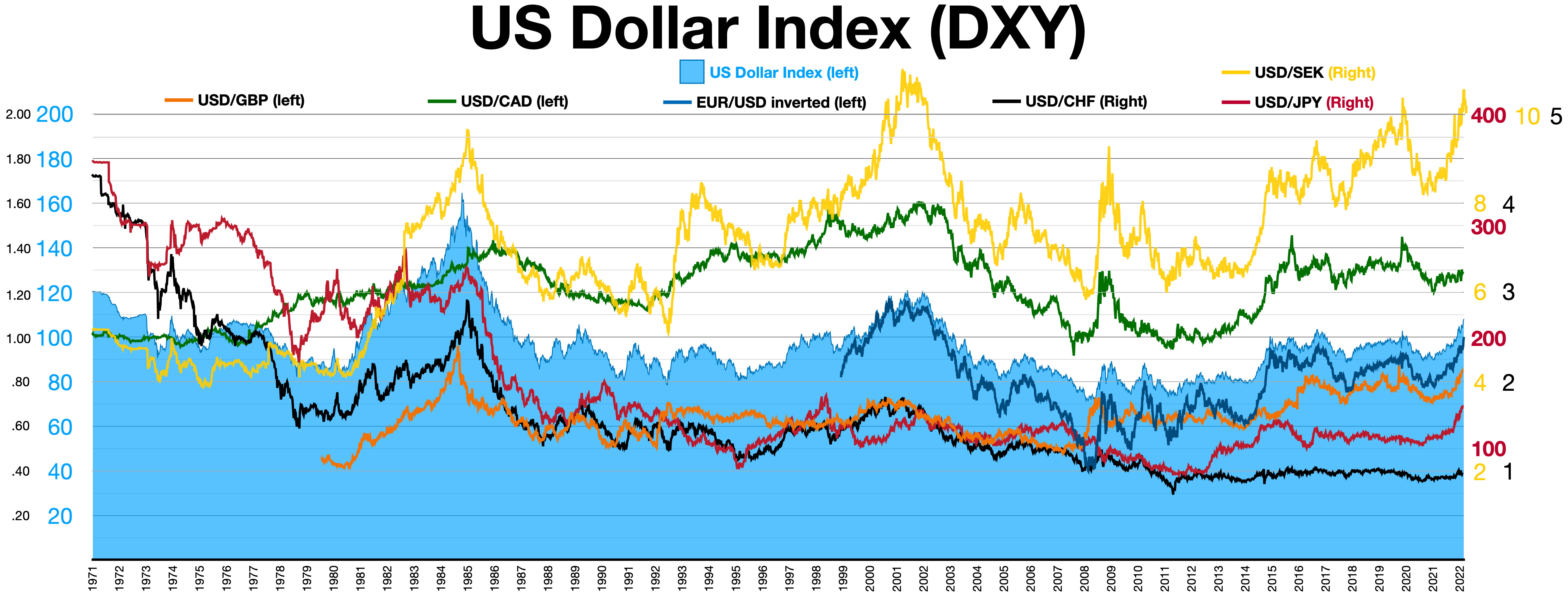
미국 달러 인덱스 (DXY)
USD/GBP 환율
USD/캐나다 달러 환율
EUR/USD (inverted) 환율
USD/JPY 환율
USD/SEK 환율
USD/CHF 환율

강한 달러 정책(Strong dollar policy)은 미국 달러의 "강한" 환율(같은 양의 다른 통화를 구매하는 데 더 적은 달러가 필요함을 의미)이 미국의 이익에 부합한다는 가정에 기초한 미국의 경제 정책이다. 1971년 존 코널리 재무장관은 미국 달러가 세계 무역과 세계 금융에서 주로 사용되는 통화임에도 불구하고 미국 달러가 주로 미국의 이익을 위해 관리되는 방식을 언급하면서 "우리 통화이지만 당신의 문제"라고 말했다. 달러 강세에는 많은 이점이 있지만 잠재적인 단점도 있는 것으로 인식된다. 미국 국내에서는 이 정책을 통해 인플레이션을 낮게 유지하고 외국인 투자를 장려하며 글로벌 금융 시스템에서 통화의 역할을 유지한다. 전 세계적으로 달러 강세는 전 세계에 해로운 것으로 간주된다. 금융 시장에서 달러의 강세는 다른 주요 통화 대비 달러 환율을 측정하는 지수인 "DXY 지수"("USDX 지수"라고도 함)로 측정된다.

## 같이 보기
- 소련의 붕괴
- 경화 (화폐)